# 若見ありさ
若見 ありさ（わかみ ありさ）は日本のアニメーション作家。熊本県八代市出身。東京都在住。日本アニメーション協会理事、国際アニメーションフィルム協会会員、日本映像学会会員、日本アニメーション学会会員。東京造形大学特任教授、女子美術大学講師。
主にコマ撮りという手法でサンドアニメーションを得意とするが、赤ちゃんをコマ撮りするなど様々な素材でアニメーションを作っておりStop Motion全般で制作している。アニメーション作品が国内外の映画祭で上映・受賞しており、2015年に制作した「Birth-つむぐいのち」が映文連アワード優秀企画賞、西東京市民映画祭グランプリ、宮城・仙台アニメーショングランプリ、Los Angeles Documentary Fllm Festival2016ベスト監督賞など数多くの賞を受賞。2017年にはBirth第２弾「Birth-おどるいのち」が完成し映文連アワード2017部門優秀賞とi賞／個人賞のW受賞。2020年にBirth第３弾「Birth-めぐるいのち」も完成し福井映画祭アニメーション部門グランプリ、第2回石垣島・湘南国際ドキュメンタリー映画祭グランプリ、あいち国際女性映画祭2020 アニメーション部門 観客賞、
毎日映画コンクールアニメーション映画賞・大藤信郎賞ノミネートされ話題になった。
2020年1月公開の坂上香監督作品長編ドキュメンタリー映画『プリズン・サークル』アニメーション・パートの監督として参加し、2020年度「文化庁映画賞・文化記録映画部門・文化記録映画大賞」を受賞。刑務所内部を撮影される映像の中に、受刑者の過去や心象風景を描いた砂絵によるアニメーションが高く評価された。

## 参考
- 公式webサイト
- 東京造形大学 教員プロフィール
- 女子美術大学公式webサイト
- ASIFA公式webサイト
- Birth-つむぐいのち公式webサイト
- 公益社団法人映像文化製作者連盟サイト
- 映画「プリズン・サークル」

| スタブアイコン | サブスタブ | この項目は、まだ閲覧者の調べものの参照としては役立たない、人物に関連した書きかけの項目です。この項目を加筆・訂正などしてくださる協力者を求めています（P:人物伝/PJ:人物伝）。 |